# Die Randschau
Die Randschau – Zeitschrift für Behindertenpolitik war ein autonomes (verbandsunabhängiges) Zeitungsprojekt. Sie ging aus den Zeitschriften Krüppelzeitung (1979–1985) und Luftpumpe hervor als Sprachrohr der emanzipatorischen Behindertenbewegung der späten 1970er Jahre, der Krüppelbewegung, die im Krüppeltribunal, einer der wichtigsten Protestaktionen gegen das Internationale Jahr der Behinderten 1981, gegen Menschenrechtsverletzungen in Dortmund am 13. Dezember 1981 ihren Höhepunkt hatte.
Die Randschau erschien von 1986 bis 1999 regelmäßig 4–5× jährlich mit je 40 bis 50 Seiten. Die Webseite wird weiterhin gepflegt und es sind einzelne Artikel/Ausgaben online lesbar. Über die Website archiv-behindertenbewegung.org sind alle Ausgaben als Scan abrufbar.
Nachfolger ist der Newsletter Behindertenpolitik, der der Zeitschrift BIOSKOP des BioSkop e.V. beiliegt.